# Arrowhead Springs
Arrowhead Springs – jednostka osadnicza w Stanach Zjednoczonych, w stanie Wyoming, w hrabstwie Sweetwater.